# Saison 2012 du Vissel Kobe
Maillots
Dernière mise à jour : 2 octobre 2012.
Chronologie
Saison précédente Saison suivante
La saison 2012 du Vissel Kobe est la 6e saisons consécutives du club en première division du championnat du Japon, et la 15e au sein de l'élite du football japonais.